# 11 km (rejon kirowski)
11 km (ros. 11 км) – przystanek kolejowy przy osiedlu dacz, w rejonie kirowskim, w obwodzie leningradzkim, w Rosji. Położony jest na linii Mga – Kirowsk.